# Hadruroides apu
Espèce
Hadruroides apu est une espèce de scorpions de la famille des Caraboctonidae.

## Distribution
Cette espèce est endémique de la région d'Apurimac au Pérou . Elle se rencontre vers Abancay à 3 317 m d'altitude dans la cordillère des Andes.

## Description
Le male holotype mesure 31,53 mm et les femelles paratypes 34,1 et 39,91 mm.

## Systématique et taxinomie
Cette espèce a été décrite par Ythier et Lourenço en 2023.

## Étymologie
Cette espèce est nommée en référence à Apu, dieu (ou esprit) de la montagne selon la mythologie inca.

## Publication originale
- Ythier & Lourenço, 2023 : « A new species of Hadruroides Pocock, 1893 from Peru (Scorpiones: Caraboctonidae). » Faunitaxys, vol. 11, no 76, p. 1-7 (texte intégral).